# Paper Lace
Paper Lace was een Britse popband uit Nottingham, die succes kende in 1974 en in dat jaar drie Britse Top 40-hits had. In de Verenigde Staten worden ze beschouwd als een one-hit wonder, met een enkele Amerikaanse top 40-hit. Er zijn twee actieve bands met leden uit de hitperiode die de naam Paper Lace of een afgeleide daarvan gebruiken.

## Bezetting
- Cliff Fish[2] (geb. 13 augustus 1949 in Ripley, Derbyshire - overleden op Cyprus 14 april 2023[3](zang, bas)
- Chris Morris[4] (geb. 1 november 1954 in Nottingham) (gitaar)
- Carlo Santanna[5] (geb. 29 juni 1947 in Rome) (gitaar)
- Michael Vaughan[6] (geb. 27 juli 1950 in Sheffield) (gitaar)
- Phil Wright[7] (geb. 9 april 1948 in Nottingham) (drums)
- Chris Raynor[8] (gitaar)
- Dave Major[9] (keyboards)
- Dave Manders[10] (zang, gitaar)

- Jamie Moses[11] (zang, gitaar)
- John Chambers[12] (zang, basgitaar)
- John Raynor[13] (drums)
- Mike Harper[14] (zang)
- Paul 'Robbo' Robinson[15] (keyboards)
- Peter Oliver[16] (zang, gitaar)
- Phil Hendriks[17] (zang, gitaar)
- Roy White[18] (gitaar)

## Geschiedenis
De kern van de band werd oorspronkelijk geformeerd in 1967 als Music Box, met als leden Cliff Fish, Dave Manders, Roy White en Phil Wright, de band die covers speelde van onder meer The Beach Boys. In 1969 veranderden ze hun naam in Paper Lace. Ze werkten zich een weg door kleine cluboptredens, een seizoen bij de club Tiffany's uit Rochdale en in 1971 in The Birdcage in Ashton-Under-Lyne. Paper Lace bracht First Edition uit, de eerste van twee studioalbums in 1972, maar ondanks enkele tv-optredens werd het mainstream-succes pas in 1973 behaald met de ITV-talentenwedstrijd Opportunity Knocks.
De band had oorspronkelijk auditie gedaan voor Opportunity Knocks in 1970, maar werd pas in 1973 opgeroepen om te verschijnen. Volgens Phil Wright (toen leadzanger, nu leadzanger van Phil Wright's Original 70s Paper Lace) had de band aanvankelijk twijfels over hun optreden. De show had echter wekelijkse kijkcijfers van 7 miljoen toeschouwers en de band won Opportunity Knocks gedurende vijf opeenvolgende weken.
Op basis van de optredens van Opportunity Knocks boden songwriters (Mitch Murray en Peter Callander) de band Billy Don't Be a Hero aan, met de mogelijkheid van meer nummers als het van de grond kwam. Billy Don't Be a Hero zou in maart 1974 drie weken op nummer 1 in de UK Singles Chart doorbrengen, met een totaal van 14 weken in de hitlijst. Het werd gevolgd door The Night Chicago Died, een andere compositie van Murray/Callander, die nummer 3 bereikte en 11 weken in de hitlijsten stond. Het derde door Murray/Callander geschreven nummer The Black-Eyed Boys bracht Paper Lace eind 1974 op nummer 11 en nummer 37 in Canada.
Met hun onderwerp waarvan in Amerika werd aangenomen dat het over de oorlog in Vietnam ging, was het logisch dat Billy Don't Be a Hero een hit zou worden in de Verenigde Staten. Bo Donaldson & The Heywoods waren echter de eersten die het nummer in de Verenigde Staten uitbrachten en Paper Lace moest tevreden zijn met een nummer 96-klassering. Het vervolgnummer The Night Chicago Died, dat zich afspeelde in het tijdperk van de drooglegging met verwijzing naar Al Capone, had echter geen dergelijke concurrentie en ondanks contractuele problemen die de band ervan weerhielden het nummer in Amerika uit te voeren, zou het bovenaan de Billboard Hot 100 staan. Van The Night Chicago Died werden meer dan drie miljoen exemplaren verkocht en kreeg het een gouden schijf van de RIAA in augustus 1974. Ook in 1974 bracht de band zijn tweede van twee studioalbums Paper Lace and Other Bits of Material (1974) uit. De bandbezetting voor de drie hitsingle publicaties bestond uit Philip Wright op drums/zang, Mick Vaughan op lead/slaggitaar, Cliff Fish op basgitaar en Chris Morris op gitaar/zang. Carlo Paul Santanna trad in 1974 toe tot Paper Lace als vijfde bandlid.
Paper Lace was naar verluidt de meest succesvolle band die Nottingham ooit heeft geproduceerd en werd uitgenodigd om op te treden tijdens de Royal Variety Performance in het bijzijn van de koningin-moeder. Echter, naarmate de muzieksmaken/stijlen zich halverwege de jaren 1970 ontwikkelden, nam de populariteit van de band af en begin 1976 hadden Vaughan, Morris en Santanna de band verlaten, naast Wright en Fish vervangen door Jamie Moses en van 1975 tot 1978 door Peter Oliver (voorheen met The New Seekers).
In 1978 dook de band kort op met een meezingversie van We've Got the Whole World in Our Hands met hun lokale voetbalteam Nottingham Forest F.C. (Sendra, 2006). De 7-inch single met The Nottingham Forest March als keerzijde, stond zes weken in de Britse hitparade en bereikte nummer 24, maar kwam wel in de Nederlandse Top 10 en werd Alarmschijf. Chris Raynor, die voorheen de gitarist van Billy Fury was, trad in 1978 toe tot Paper Lace.
Paper Lace kwam uiteindelijk tot een einde in 1980, maar Morris en Raynor formeerden in 1983 de band opnieuw met een nieuwe bezetting zonder Wright of Fish.
In 1990 kregen de drie oorspronkelijke Paper Lace-leden Philip Wright, Mick Vaughan en Chris Morris de financiële steun om Billy Don't Be a Hero opnieuw op te nemen met een up-to-date geluid. Dit werd echter nooit vrijgegeven, want toen de Golfoorlog begon, produceerde de BBC een lijst met nummers die ze destijds ongepast achtte, waaronder Billy Don't Be A Hero.
In 1997 voegde Wright zich bij Sons and Lovers. Hij wordt nog steeds als lid vermeld.
In 2011 trad Carlo Paul Santanna opnieuw toe tot Morris' en Raynors Paper Lace. De huidige bezetting van de band met de naam Paper Lace is Carlo Paul Santanna (zang, gitaar), Chris Raynor (lead gitaar, zang), Graham Wyvill (bas, zang) en John Raynor (drums, zang). Chris Morris staat vermeld als beschikbaar voor geselecteerde concerten. Phil Wright blijft optreden met een band die een directe afleiding van de naam Paper Lace gebruikt, Phil Wright's Original 70s Paper Lace. De huidige bezetting van Phil Wrights band is Phil Wright (drums, zang), Cliff Fish (basgitaar, zang), Dave Major (keyboards, zang) & Phil Hendriks (leadgitaar, zang).
Vanaf 2015 is Wright lid van The Original Jukebox Heroes, een band bestaande uit een selectie van andere leden met een erfenis in het glamrocktijdperk. De oorspronkelijke Jukebox Heroes-bezetting omvat ook de twee leden Dave Major en Phil Hendricks van Wrights Paper Lace-bezetting.

## Discografie

### Singles
- 1971: You Can't Touch Me
- 1972: In the Morning (Morning of My Life)
- 1973: Ragamuffin Man
- 1973: Martha (Whatever Happened)
- 1974: Billy, Don't Be a Hero
- 1974: The Night Chicago Died
- 1974: The Black-Eyed Boys
- 1975: Hitchin a Ride' 75
- 1975: So What If I Am
- 1976: I Think I'm Gonna Like It
- 1978: We Got the Whole World in Our Hands
- 1992: Trinidad Boy

### Albums
- 1972: First Edition
- 1974: Paper Lace (alleen in de Verenigde Staten en Canada)
- 1974: … And Other Bits of Material
- 1976: Stars for Millions

### Compilaties
- 1974: The Best of Paper Lace
- 1974: The Paper Lace Collection (2 lp's)
- 2001: Greatest Hits
- 2010: And Others Bits of Material / First Edition (2 CD's)

### NPO Radio 2 Top 2000
Van Paper Lace stond alleen The night Chicago died in 2000 in de NPO Radio 2 Top 2000, op plek 1805.